# Baeckea elderiana
Baeckea elderiana är en myrtenväxtart som beskrevs av George August Pritzel. Baeckea elderiana ingår i släktet Baeckea och familjen myrtenväxter.
Artens utbredningsområde är Western Australia. Inga underarter finns listade i Catalogue of Life.